# Истеми
Истеми (Istämi, на опростен китайски: 室點密, на традиционен китайски: 室点密, на китайски: 瑟帝米, Shìdiǎnmì) е военачалник на Тюркския каганат и каган (ябгу) на Согдиана (553 – 575).  Известен е и като Сизабулос (Sizabulos), което вероятно идва от титлата Syr-Yabgu. 

## Биография
Той е син на Туу от рода Ашина, водач на гьоктюрките в северозападната част на държавата Жоужан, и брат на основателя на каганата Бумън, на когото е васал (yabgu) през 553 г. През 551 година Бумън влиза в конфликт с жоужанския каган Юдзиулю Анагуей, обявява се за самостоятелен владетел и сключва съюз със Западна Уей. През следващата година нанася тежко поражение на Анагуей и обединява в държавата си много от тюрките, подчинени дотогава на Жоужан. Бумън умира през 552 година и е наследен от сина си Исък, а Истеми остава да управлява в западните области с титлата ябгу.
Макар и номинално подчинен на кагана, на практика Истеми управлява самостоятелно западните части на каганата. При управлението на кагана Мукан той разгромява ефталитите и установява контрол над Согдиана и Хорезм, а на запад подчинява аланите, хазарите и утигурите, достигайки до Черно море. Тюркският натиск става причина и за формирането на Аварския хаганат в Европа.
Истеми умира през 575 година и е наследен от сина си Тарду.